# Movida (gruppo musicale)
I Movida sono un gruppo rock italiano, nato a Milano nel 1994 su iniziativa di Mario Riso e Gianluca Battaglion, già membri dei R.A.F. (Royal Air Force) e Silverado.

## Storia del gruppo
La formazione si completa con Giovanni Frigo, Ivan Lodini e Alessandro Ranzani.
Dopo diversi mesi di preparazione, registrano il loro primo disco dal titolo Contro ogni tempo. Viene pubblicato da Spell Record nel novembre del 1995, uscendo contemporaneamente anche sul mercato non italiano con il titolo Against It All. Essi ebbero un buon successo sia sul panorama italiano che su quello estero.
L'incontro che dà la svolta al progetto del nuovo disco è quello con Franz Di Cioccio, che decide di produrre la band per Fermenti Vivi, la nuova etichetta di RTI Music. Il disco dal titolo Frammenti simili è stato registrato all'Avant-Gard dal produttore artistico Macks Lepore.
Nel 2002, dopo una serie di concerti per supportare l'album, il gruppo prende una pausa artistica che si è protratta fino ai giorni nostri.
Nel 2011 è uscito il singolo Sono un acrobata, donato dal gruppo al progetto Rezophonic a supporto di Amref.

## Discografia

### Album in studio
- 1995 - Contro ogni tempo (pubblicato all'estero come Against It All)
- 1998 - Frammenti simili
- 2015 - Movida 2015

### Singoli
- 1995 - Anni Luce
- 1998 - Frammenti
- 2010 - Sono un acrobata (Rezophonic 2)
- 2014 - Il mio orologio (Rezophonic 3)
- 2015 - Il ricamo della farfalla (Movida 2015)

## Formazione

### Formazione attuale
- Marco Priotti - voce
- Gianluca Battaglion - chitarra
- Giovanni Frigo - chitarra
- Mario Riso - batteria
- Federico Morra - basso

### Ex componenti
- Alessandro Ranzani (1994-2002) - voce
- Ivan Lodini (1994-2002) - basso